# Edgar Saltus
Edgar Saltus (8 ottobre 1855 – 31 luglio 1921) è stato uno scrittore statunitense.

## Biografia
Grazie alle sue conoscenza nel campo della filosofia e amicizie dell'epoca i suoi scritti raccontano le gesta dei personaggi più influenti dell'epoca vittoriana come Oscar Wilde.

## Opere
Fra le sue opere più importanti:
- Biografia di Balzac (1884)
- The Philosophy of Disenchantment (1885)
- The Anatomy of Negation (1886)
- Mr.Incoul's Misadventure (1887)
- The Truth About Tristrem Varick (1888)
- Eden:  An Episode (1888)
- The Pace That Kills (1889)
- A Transient Guest and Other Episodes (1889)
- Love And Lore (1890)
- Mary Magdalen (1891)
- Imperial Purple (1892)
- Madame Sapphira (1893)
- Enthralled (1894)
- Daughters of the Rich (1900)
- Purple and Fine Women (1903)
- The Pomps of Satan (1904)
- The Perfume of Eros:  A Fifth Avenue Incident (1905)
- Vanity Square (1906)
- Historia Amoris (1906)
- The Lords of the Ghostland (1907)
- The Monster (1912)
- Oscar Wilde, An Idler's Impressions (1917)
- The Gates Of Life (1919)
- The Paliser Case (1919)
- The Imperial Orgy:  An Account of the Tsars From the First to the Last  (1920)
- The Ghost Girl (1922)

## Filmografia
Dalle sue opere sono stati adattati per lo schermo due film:
- The Paliser Case, regia di William Parke (1920)
- Daughters of the Rich, regia di Louis J. Gasnier (1923)